# Equipe Unificada nos Jogos Olímpicos de Inverno de 1992
Seis ex-repúblicas soviéticas formaram uma Equipe Unificada para participar dos Jogos Olímpicos de Inverno de 1992 em Albertville, na França. Nas edições seguintes dos Jogos, os países competiram separadamente.

## Medalhas
| Atleta | Esporte | Evento                         | Medalha |
| --- | --- | ------------------------------ | ------- |
| Yevgeniy Redkin | Biatlo | Individual 20km masculino      | Ouro    |
| Anfisa Reztsova | Biatlo | Individual 7,5km feminino      | Ouro    |
| Lyubov Yegorova | Esqui cross-country | Clássico 15km feminino         | Ouro    |
| Yelena Välbe Raisa Smetanina Larisa Lazutina Lyubov Yegorova | Esqui cross-country | Revezamento feminino           | Ouro    |
| Lyubov Yegorova | Esqui cross-country | Perseguição combinada feminino | Ouro    |
| Marina Klimova Sergei Ponomarenko | Patinação artística | Dança                          | Ouro    |
| Viktor Petrenko | Patinação artística | Individual masculino           | Ouro    |
| Natalia Mishkutenok Artur Dmitriev | Patinação artística | Duplas                         | Ouro    |
| \| Sergei Bautin Igor Boldin Nikolai Borschevskiy Vyacheslav Butsayev Vyacheslav Bykov Evgeny Davydov Alexei Zhitnik Darius Kasparaitis Nikolai Khabibulin Yuri Khmylev Andrei Komutov Andrei Kovalenko \| Alexei Kovalev Igor Kravchuk Vladimir Malakhov Dmitri Mironov Sergei Petrenko Vitali Prokhorov Mikhail Shtalenkov Andrei Trefilov Dmitri Yushkevich Alexei Zhamnov Sergei Zubov Alexei Gusarov Artur Dmitriev \| | Hóquei no gelo | Masculino                      | Ouro    |
| Svetlana Petcherskaia | Biatlo | Individual 15km feminino       | Prata   |
| Valery Medvedtsev Alexandr Popov Valeri Kiriyenko Sergei Tchepikov | Biatlo | Revezamento masculino          | Prata   |
| Lyubov Yegorova | Esqui cross-country | Clássico 5km feminino          | Prata   |
| Lyubov Yegorova | Esqui cross-country | Livre 30km feminino            | Prata   |
| Elena Bechke Denis Petrov | Patinação artística | Duplas                         | Prata   |
| Yelizaveta Kozhevnikova | Esqui estilo livre | Moguls feminino                | Prata   |
| Yelena Belova Anfisa Reztsova Elena Melnikova | Biatlo | Revezamento feminino           | Bronze  |
| Yelena Belova | Biatlo | Individual 7,5km feminino      | Bronze  |
| Yelena Välbe | Esqui cross-country | Clássico 5km feminino          | Bronze  |
| Yelena Välbe | Esqui cross-country | Perseguição combinada feminino | Bronze  |
| Yelena Välbe | Esqui cross-country | Clássico 15km feminino         | Bronze  |
| Yelena Välbe | Esqui cross-country | Livre 30km feminino            | Bronze  |
| Maya Usova Alexander Zhulin | Patinação artística | Dança                          | Bronze  |
| Yulia Alagulova Natalia Issakova Viktoria Troitskaya Yulia Vlasova | Patinação de velocidade em pista curta | Revezamento 3000m feminino     | Bronze  |
| Sergei Bautin Igor Boldin Nikolai Borschevskiy Vyacheslav Butsayev Vyacheslav Bykov Evgeny Davydov Alexei Zhitnik Darius Kasparaitis Nikolai Khabibulin Yuri Khmylev Andrei Komutov Andrei Kovalenko | Alexei Kovalev Igor Kravchuk Vladimir Malakhov Dmitri Mironov Sergei Petrenko Vitali Prokhorov Mikhail Shtalenkov Andrei Trefilov Dmitri Yushkevich Alexei Zhamnov Sergei Zubov Alexei Gusarov Artur Dmitriev |                                |         |

## Desempenho

### Biatlo
| Atleta                                                             | Evento              | Final     | Final            |
| Atleta                                                             | Evento              | Tempo     | Pos.             |
| ------------------------------------------------------------------ | ------------------- | --------- | ---------------- |
| Sergey Chepikov                                                    | Individual 10km     | 26:27.5   | 4º               |
| Valery Kiriyenko                                                   | Individual 10km     | 26:31.8   | 5º               |
| Aleksandr Popov                                                    | Individual 10km     | 27:31.3   | 18º              |
| Valery Medvedtsev                                                  | Individual 10km     | 27:39.5   | 25º              |
| Yevgeny Redkin                                                     | Individual 20km     | 57:34.4   | Medalha de ouro  |
| Aleksandr Popov                                                    | Individual 20km     | 58:02.9   | 4º               |
| Sergey Chepikov                                                    | Individual 20km     | 58:47.6   | 10º              |
| Valery Kiriyenko                                                   | Individual 20km     | 59:12.6   | 11º              |
| Valery Medvedtsev Aleksandr Popov Valery Kiriyenko Sergey Chepikov | Revezamento 4x7,5km | 1:25:06.3 | Medalha de prata |

| Atleta                                         | Evento              | Final     | Final             |
| Atleta                                         | Evento              | Tempo     | Pos.              |
| ---------------------------------------------- | ------------------- | --------- | ----------------- |
| Anfisa Reztsova                                | Individual 7,5km    | 24:29.2   | Medalha de ouro   |
| Yelena Belova                                  | Individual 7,5km    | 24:50.8   | Medalha de bronze |
| Svetlana Pecherskaya                           | Individual 7,5km    | 26:09.7   | 13º               |
| Yelena Golovina                                | Individual 7,5km    | 26:50.3   | 20º               |
| Svetlana Pecherskaya                           | Individual 15km     | 51:58.5   | Medalha de prata  |
| Svetlana Paramygina                            | Individual 15km     | 56:15.2   | 21º               |
| Yelena Golovina                                | Individual 15km     | 56:17.9   | 22º               |
| Anfisa Reztsova                                | Individual 15km     | 56:52.6   | 26º               |
| Yelena Belova Anfisa Reztsova Yelena Melnikova | Revezamento 3x7,5km | 1:16:54.6 | Medalha de bronze |

### Bobsleigh
| Atleta                                                                    | Evento  | Descida 1 | Descida 2 | Descida 3 | Descida 4 | Total   | Total |
| Atleta                                                                    | Evento  | Descida 1 | Descida 2 | Descida 3 | Descida 4 | Tempo   | Pos.  |
| ------------------------------------------------------------------------- | ------- | --------- | --------- | --------- | --------- | ------- | ----- |
| Vladimir Yefimov Aleksey Golovin                                          | Duplas  | 1:01.17   | 1:01.85   | 1:02.03   | 1:02.25   | 4:07.30 | 20º   |
| Oleg Sukhoruchenko Andrey Gorokhov                                        | Duplas  | 1:01.77   | 1:02.06   | 1:02.19   | 1:02.31   | 4:08.33 | 26º   |
| Oleg Sukhoruchenko Oleksandr Bortiuk Vladimir Lyubovitsky Andrey Gorokhov | Equipes | 59.05     | 1:00.05   | 58.94     | 59.39     | 3:57.43 | 19º   |
| Vladimir Yefimov Oleg Petrov Sergey Kruglov Aleksandr Pashkov             | Equipes | 59.80     | 1:00.19   | 1:00.34   | 1:00.26   | 4:00.59 | 22º   |

### Combinado nórdico
| Atleta           | Evento     | Salto de esqui | Salto de esqui | Esqui cross-country | Esqui cross-country | Total   | Total |
| Atleta           | Evento     | Pts.           | Pos.           | Tempo               | Pos.                | Tempo   | Pos.  |
| ---------------- | ---------- | -------------- | -------------- | ------------------- | ------------------- | ------- | ----- |
| Andrey Dundukov  | Individual | 210.4          | 11º            | 45:43.5             | 19º                 | 47:44.2 | 11º   |
| Sergey Shvagirev | Individual | 205.0          | 16º            | 50.26.9             | 39º                 | 53:03.6 | 36º   |
| Valery Stolyarov | Individual | 192.0          | 32º            | 47:46.8             | 32º                 | 51:50.2 | 33º   |
| Vasily Savin     | Individual | 179.4          | 40º            | 43:57.4             | 7º                  | 49:24.8 | 22º   |

### Esqui alpino
Masculino
| Atleta                | Evento   | Final   | Final |
| Atleta                | Evento   | Tempo   | Pos.  |
| --------------------- | -------- | ------- | ----- |
| Vitaly Andreyev       | Downhill | 1:53.52 | 21º   |
| Aleksey Maslov        | Downhill | 1:53.68 | 22º   |
| Konstantin Chistyakov | Downhill | 1:53.93 | 24º   |
| Konstantin Chistyakov | Super G  | 1:16.14 | 22º   |
| Aleksey Maslov        | Super G  | 1:19.71 | 49º   |
| Vitaly Andreyev       | Super G  | DNF     | DNF   |

| Atleta                | Evento    | Downhill | Downhill | Slalom  | Slalom | Total | Total |
| Atleta                | Evento    | Tempo    | Pos.     | Tempo   | Pos.   | Pts.  | Pos.  |
| --------------------- | --------- | -------- | -------- | ------- | ------ | ----- | ----- |
| Vitaly Andreyev       | Combinado | 1:46.01  | 8º       | 1:54.24 | 24º    | 85.07 | 20º   |
| Konstantin Chistyakov | Combinado | 1:47.95  | 26º      | DNF     | DNF    | DNF   | DNF   |
| Aleksey Maslov        | Combinado | 1:48.53  | 30º      | DNF     | DNF    | DNF   | DNF   |

Feminino
| Atleta              | Evento   | Final   | Final |
| Atleta              | Evento   | Tempo   | Pos.  |
| ------------------- | -------- | ------- | ----- |
| Svetlana Gladysheva | Downhill | 1:53.85 | 8º    |
| Tatyana Lebedeva    | Downhill | 1:55.15 | 19º   |
| Svetlana Novikova   | Downhill | 1:59.18 | 27º   |
| Varvara Zelenskaya  | Super G  | 1:26.39 | 24º   |
| Svetlana Gladysheva | Super G  | 1:26.51 | 25º   |
| Tatyana Lebedeva    | Super G  | 1:26.92 | 28º   |

| Atleta              | Evento    | Downhill | Downhill | Slalom  | Slalom | Total  | Total |
| Atleta              | Evento    | Tempo    | Pos.     | Tempo   | Pos.   | Pts.   | Pos.  |
| ------------------- | --------- | -------- | -------- | ------- | ------ | ------ | ----- |
| Svetlana Gladysheva | Combinado | 1:26.88  | 5º       | 1:15.16 | 15º    | 61.25  | 12º   |
| Tatyana Lebedeva    | Combinado | 1:27.79  | 15º      | 1:19.87 | 20º    | 111.34 | 18º   |
| Svetlana Novikova   | Combinado | 1:30.03  | 26º      | 1:17.83 | 18º    | 122.48 | 19º   |

### Esqui cross-country
| Atleta                                                               | Evento             | Final     | Final |
| Atleta                                                               | Evento             | Tempo     | Pos.  |
| -------------------------------------------------------------------- | ------------------ | --------- | ----- |
| Mikhail Botvinov                                                     | Clássico 10km      | 28:55.8   | 11º   |
| Vladimir Smirnov                                                     | Clássico 10km      | 29:13.1   | 13º   |
| Andrey Kirillov                                                      | Clássico 10km      | 30:27.4   | 30º   |
| German Karachevsky                                                   | Clássico 10km      | 32:12.6   | 62º   |
| Mikhail Botvinov                                                     | Clássico 30km      | 1:25:36.9 | 12º   |
| Vladimir Smirnov                                                     | Clássico 30km      | 1:25:27.6 | 9º    |
| Aleksandr Golubyov                                                   | Clássico 30km      | 1:25:56.1 | 14º   |
| Aleksey Prokurorov                                                   | Clássico 30km      | 1:27:20.5 | 21º   |
| Aleksey Prokurorov                                                   | Livre 50km         | 2:07:06.1 | 4º    |
| Aleksandr Golubyov                                                   | Livre 50km         | 2:11:20.1 | 17º   |
| Mikhail Botvinov                                                     | Livre 50km         | 2:14:20.8 | 28º   |
| Vladimir Smirnov                                                     | Livre 50km         | 2:15:48.5 | 35º   |
| Andrey Kirillov Vladimir Smirnov Mikhail Botvinov Aleksey Prokurorov | Revezamento 4x10km | 1:43:03.6 | 5º    |

| Atleta             | Evento                | 10 km clássico | 10 km clássico | 15 km livre | 15 km livre | Total     | Total |
| Atleta             | Evento                | Tempo          | Pos.           | Tempo       | Pos.        | Tempo     | Pos.  |
| ------------------ | --------------------- | -------------- | -------------- | ----------- | ----------- | --------- | ----- |
| Vladimir Smirnov   | Perseguição combinada | 29:13          | 13º            | 38:22.8     | 5º          | 1:07:35.8 | 8º    |
| Mikhail Botvinov   | Perseguição combinada | 28:55          | 11º            | 39:48.1     | 32º         | 1:08:43.1 | 15º   |
| Andrey Kirillov    | Perseguição combinada | 30:27          | 30º            | 38:23.9     | 6º          | 1:08:50.9 | 17º   |
| German Karachevsky | Perseguição combinada | 32:12          | 62º            | 39:33.5     | 28º         | 1:11:45.5 | 43º   |

| Atleta                                                       | Evento            | Final     | Final             |
| Atleta                                                       | Evento            | Tempo     | Pos.              |
| ------------------------------------------------------------ | ----------------- | --------- | ----------------- |
| Lyubov Yegorova                                              | Clássico 5km      | 14:14.7   | Medalha de prata  |
| Yelena Välbe                                                 | Clássico 5km      | 14:22.7   | Medalha de bronze |
| Olga Danilova                                                | Clássico 5km      | 14:37.2   | 6º                |
| Larisa Lazutina                                              | Clássico 5km      | 14:41.7   | 7º                |
| Lyubov Yegorova                                              | Clássico 15km     | 42:20.8   | Medalha de ouro   |
| Yelena Välbe                                                 | Clássico 15km     | 43:42.3   | Medalha de bronze |
| Raisa Smetanina                                              | Clássico 15km     | 44:01.5   | 4º                |
| Nataliya Martynova                                           | Clássico 15km     | 45:16.1   | 12º               |
| Lyubov Yegorova                                              | Livre 30km        | 1:22:52.0 | Medalha de prata  |
| Yelena Välbe                                                 | Livre 30km        | 1:24:13.9 | Medalha de bronze |
| Larisa Lazutina                                              | Livre 30km        | 1:26:31.8 | 5º                |
| Olga Danilova                                                | Livre 30km        | 1:30:30.7 | 20º               |
| Yelena Välbe Raisa Smetanina Larisa Lazutina Lyubov Yegorova | Revezamento 4x5km | 59:34.8   | Medalha de ouro   |

| Atleta          | Evento                | 5 km clássico | 5 km clássico | 10 km livre | 10 km livre | Total   | Total             |
| Atleta          | Evento                | Tempo         | Pos.          | Tempo       | Pos.        | Tempo   | Pos.              |
| --------------- | --------------------- | ------------- | ------------- | ----------- | ----------- | ------- | ----------------- |
| Lyubov Yegorova | Perseguição combinada | 14:14         | 2º            | 25:53.7     | 1º          | 40:07.7 | Medalha de ouro   |
| Yelena Välbe    | Perseguição combinada | 14:22         | 3º            | 26:29.7     | 3º          | 40:51.7 | Medalha de bronze |
| Olga Danilova   | Perseguição combinada | 14:37         | 6º            | 27:47.2     | 21º         | 42:24.2 | 11º               |
| Larisa Lazutina | Perseguição combinada | 14:41         | 7º            | 27:07.8     | 10º         | 41:48.8 | 11º               |

### Esqui estilo livre
| Atleta                  | Evento           | Eliminatória | Eliminatória | Final       | Final            |
| Atleta                  | Evento           | Pts.         | Pos.         | Pts.        | Pos.             |
| ----------------------- | ---------------- | ------------ | ------------ | ----------- | ---------------- |
| Sergey Shupletsov       | Moguls masculino | 22.65        | 13º          | 21.60       | 12º              |
| Andrey Ivanov           | Moguls masculino | 21.24        | 13º          | Não avançou | Não avançou      |
| Aleksey Bannikov        | Moguls masculino | 17.12        | 33º          | Não avançou | Não avançou      |
| Mikhail Lyzhin          | Moguls masculino | 16.04        | 36º          | Não avançou | Não avançou      |
| Yelizaveta Kozhevnikova | Moguls feminino  | 22.22        | 5º           | 23.50       | Medalha de prata |
| Yelena Korolyova        | Moguls feminino  | 20.01        | 10º          | Não avançou | Não avançou      |
| Olga Lychkina           | Moguls feminino  | 18.04        | 12º          | Não avançou | Não avançou      |
| Larisa Udodova          | Moguls feminino  | 11.17        | 23º          | Não avançou | Não avançou      |

### Hóquei no gelo
| Equipe | Equipe | Fase de Grupos                                                                               | Fase de Grupos | Quartas-de-final       | Semifinal                | Final                  | Pos.            |
| Equipe | Equipe | Adversário e resultado                                                                       | Pos.           | Adversário e resultado | Adversário e resultado   | Adversário e resultado | Pos.            |
| --- | --- | -------------------------------------------------------------------------------------------- | -------------- | ---------------------- | ------------------------ | ---------------------- | --------------- |
| Sergei Bautin Igor Boldin Nikolai Borschevskiy Vyacheslav Butsayev Vyacheslav Bykov Evgeny Davydov Alexei Zhitnik Darius Kasparaitis Nikolai Khabibulin Yuri Khmylev Andrei Komutov Andrei Kovalenko Alexei Kovalev | Igor Kravchuk Vladimir Malakhov Dmitri Mironov Sergei Petrenko Vitali Prokhorov Mikhail Shtalenkov Andrei Trefilov Dmitri Yushkevich Alexei Zhamnov Sergei Zubov Alexei Gusarov Artur Dmitriev | SUI Suíça V 8-1 NOR Noruega V 8-1 TCH Checoslováquia V 4-3 FRA França V 8-0 CAN Canadá V 5-4 | 1º (Gr. A)     | FIN Finlândia V 6-1    | USA Estados Unidos V 5-2 | CAN Canadá V 3-1       | Medalha de ouro |

### Luge
| Atleta                            | Evento               | Descida 1 | Descida 2 | Descida 3 | Descida 4 | Total    | Total |
| Atleta                            | Evento               | Descida 1 | Descida 2 | Descida 3 | Descida 4 | Tempo    | Pos.  |
| --------------------------------- | -------------------- | --------- | --------- | --------- | --------- | -------- | ----- |
| Sergey Danilin                    | Individual masculino | 45.708    | 45.622    | 46.281    | 46.162    | 3:03.773 | 9º    |
| Oleg Yermolin                     | Individual masculino | 46.046    | 46.176    | 46.569    | 46.504    | 3:05.295 | 15º   |
| Eduard Burmistrov                 | Individual masculino | 46.138    | 46.032    | 46.612    | 46.728    | 3:05.510 | 16º   |
| Nataliya Yakushenko               | Individual feminino  | 47.097    | 47.215    | 47.178    | 46.893    | 3:08.383 | 8º    |
| Irina Gubkina                     | Individual feminino  | 47.175    | 47.273    | 47.264    | 47.034    | 3:08.746 | 10º   |
| Nadezhda Danilina                 | Individual feminino  | 47.324    | 47.215    | 47.264    | 47.025    | 3:08.828 | 12º   |
| Albert Demchenko Aleksey Zelensky | Duplas               | 46.552    | 46.747    |           |           | 1:33.299 | 8º    |
| Igor Lobanov Gennady Belyakov     | Duplas               | 46.849    | 47.098    |           |           | 1:33.947 | 10º   |

### Patinação artística
| Atleta                                | Evento               | CFFP | FSFP | Total | Pos.             |
| ------------------------------------- | -------------------- | ---- | ---- | ----- | ---------------- |
| Viktor Petrenko                       | Individual masculino | 0.5  | 1.0  | 1.5   | Medalha de ouro  |
| Aleksey Urmanov                       | Individual masculino | 2.5  | 5.0  | 7.5   | 5º               |
| V'iacheslav Zahorodniuk               | Individual masculino | 5.0  | 8.0  | 13.0  | 8º               |
| Yuliya Vorobyova                      | Individual feminino  | 7.0  | 13.0 | 20.0  | 14º              |
| Tatyana Rachkova                      | Individual feminino  | 6.5  | 14.0 | 20.5  | 16º              |
| Nataliya Mishkutyonok Artur Dmitriyev | Duplas               | 0.5  | 1.0  | 1.5   | Medalha de ouro  |
| Yelena Bechke Denis Petrov            | Duplas               | 1.0  | 2.0  | 3.0   | Medalha de prata |
| Yevgeniya Shishkova Vadim Naumov      | Duplas               | 2.5  | 5.0  | 7.5   | 5º               |

| Atleta                            | Evento | CD1FP | CD1FP | OSDFP | FDFP | Total | Pos.              |
| --------------------------------- | ------ | ----- | ----- | ----- | ---- | ----- | ----------------- |
| Marina Klimova Sergey Ponomarenko | Dança  | 0.2   | 0.2   | 0.6   | 1.0  | 2.0   | Medalha de ouro   |
| Maiya Usova Aleksandr Zhulin      | Dança  | 0.4   | 0.4   | 1.8   | 3.0  | 5.6   | Medalha de bronze |
| Pasha Grishchuk Yevgeny Platov    | Dança  | 0.8   | 0.8   | 2.4   | 4.0  | 8.0   | 4º                |

### Patinação de velocidade em pista curta
| Atleta           | Evento                     | Primeira fase | Primeira fase | Quartas-de-final | Quartas-de-final | Semifinal   | Semifinal   | Final       | Final             |
| Atleta           | Evento                     | Tempo         | Pos.          | Tempo            | Pos.             | Tempo       | Pos.        | Tempo       | Pos.              |
| ---------------- | -------------------------- | ------------- | ------------- | ---------------- | ---------------- | ----------- | ----------- | ----------- | ----------------- |
| Dmitry Yershov   | 1000m masculino            | 1:37.71       | 2º/bat.3      | 1:34.02          | 3º/bat.2         | Não avançou | Não avançou | Não avançou | Não avançou       |
| Marina Pylayeva  | 500m feminino              | 47.48         | 2º/bat.7      | 47.95            | 1º/bat.4         | 1:07.56     | 4º/bat.1    | Não avançou | Não avançou       |
| Yuliya Vlasova   | 500m feminino              | 48.29         | 2º/bat.8      | 48.63            | 2º/bat.2         | Não avançou | Não avançou | Não avançou | Não avançou       |
| Nataliya Isakova | 500m feminino              | 48.49         | 3º/bat.4      | Não avançou      | Não avançou      | Não avançou | Não avançou | Não avançou | Não avançou       |
| Marina Pylayeva  | Revezamento 3000m feminino | 4:38.37       | 2º/bat.2      |                  |                  |             |             | 4:42.69     | Medalha de bronze |

### Patinação de velocidade
| Atleta                 | Evento | Final    | Final |
| Atleta                 | Evento | Tempo    | Pos.  |
| ---------------------- | ------ | -------- | ----- |
| Aleksandr Golubyov     | 500m   | 37.51    | 7º    |
| Igor Zhelezovsky       | 500m   | 37.57    | 8º    |
| Vadim Shakshakbayev    | 500m   | 37.86    | 14º   |
| Sergey Klevchenya      | 500m   | 38.26    | 21º   |
| Andrey Bakhvalov       | 1000m  | 1:17.21  | 25º   |
| Aleksandr Klimov       | 1000m  | 1:16.05  | 13º   |
| Nikolay Gulyayev       | 1000m  | 1:15.46  | 8º    |
| Igor Zhelezovsky       | 1000m  | 1:15.05  | 6º    |
| Igor Zhelezovsky       | 1500m  | 1:57.24  | 10º   |
| Yuriy Shulha           | 1500m  | 1:57.80  | 16º   |
| Konstantin Kalistratov | 1500m  | 1:59.02  | 22º   |
| Aleksandr Klimov       | 1500m  | 2:00.94  | 31º   |
| Yevgeny Sanarov        | 5000m  | 7:11.38  | 8º    |
| Vadim Sayutin          | 5000m  | 7:13.20  | 11º   |
| Bronislav Snetkov      | 5000m  | 7:28.93  | 29º   |
| Yevgeny Sanarov        | 10000m | 14:38.99 | 10º   |
| Vadim Sayutin          | 10000m | 14:49.31 | 19º   |
| Bronislav Snetkov      | 10000m | 14:46.87 | 17º   |

| Atleta              | Evento | Final   | Final |
| Atleta              | Evento | Tempo   | Pos.  |
| ------------------- | ------ | ------- | ----- |
| Nataliya Polozkova  | 500m   | 41.61   | 15º   |
| Oksana Ravilova     | 500m   | 41.73   | 16º   |
| Yelena Tyushnyakova | 500m   | 42.65   | 29º   |
| Lyudmila Prokasheva | 500m   | 43.19   | 31º   |
| Yelena Tyushnyakova | 1000m  | 1:22.97 | 7º    |
| Oksana Ravilova     | 1000m  | 1:24.14 | 15º   |
| Nataliya Polozkova  | 1000m  | 1:24.30 | 20º   |
| Yelena Lapuga       | 1000m  | 1:25.21 | 28º   |
| Nataliya Polozkova  | 1500m  | 2:07.12 | 4º    |
| Svetlana Bazhanova  | 1500m  | 2:07.81 | 6º    |
| Lyudmila Prokasheva | 1500m  | 2:08.71 | 10º   |
| Yelena Lapuga       | 1500m  | 2:11.72 | 25º   |
| Svetlana Boyko      | 3000m  | 4:28.00 | 5º    |
| Svetlana Bazhanova  | 3000m  | 4:28.19 | 7º    |
| Lyudmila Prokasheva | 3000m  | 4:30.76 | 10º   |
| Lyudmila Prokasheva | 5000m  | 7:41.65 | 5º    |
| Svetlana Boyko      | 5000m  | 7:44.19 | 6º    |
| Svetlana Bazhanova  | 5000m  | 7:45.55 | 7º    |

### Salto de esqui
| Atleta                                                     | Evento                  | Salto 1 | Salto 2 | Total | Total |
| Atleta                                                     | Evento                  | Salto 1 | Salto 2 | Pts.  | Pos.  |
| ---------------------------------------------------------- | ----------------------- | ------- | ------- | ----- | ----- |
| Mikhail Yesin                                              | Pista curta individual  | 105.8   | 98.9    | 204.7 | 11º   |
| Andrey Verveykin                                           | Pista curta individual  | 91.5    | 95.3    | 186.8 | 32º   |
| Dionis Vodnyev                                             | Pista curta individual  | 88.7    | 102.4   | 191.1 | 25º   |
| Yury Dudarev                                               | Pista curta individual  | 84.9    | 77.6    | 162.5 | 54º   |
| Mikhail Yesin                                              | Pista longa individual  | 96.2    | 80.3    | 176.5 | 10º   |
| Andrey Verveykin                                           | Pista longa individual  | 79.1    | 72.7    | 151.8 | 29º   |
| Dionis Vodnyev                                             | Pista longa individual  | 83.6    | 72.7    | 156.3 | 24º   |
| Yury Dudarev                                               | Pista longa individual  | 64.8    | 56.1    | 120.9 | 47º   |
| Mikhail Yesin Andrey Verveykin Dionis Vodnyev Yury Dudarev | Pista longa por equipes | 266.6   | 236.8   | 503.4 | 11º   |